# Lactarius groenlandicus
Lactarius groenlandicus é um fungo que pertence ao gênero de cogumelos Lactarius, da ordem Russulales. Foi descrito cientificamente em 1956 por Terkelsen.